# Echinocactus grusonii
Echinocactus grusonii là một loài thực vật có hoa trong họ Cactaceae. Loài này được Hildm. mô tả khoa học đầu tiên năm 1886.

## Hình ảnh

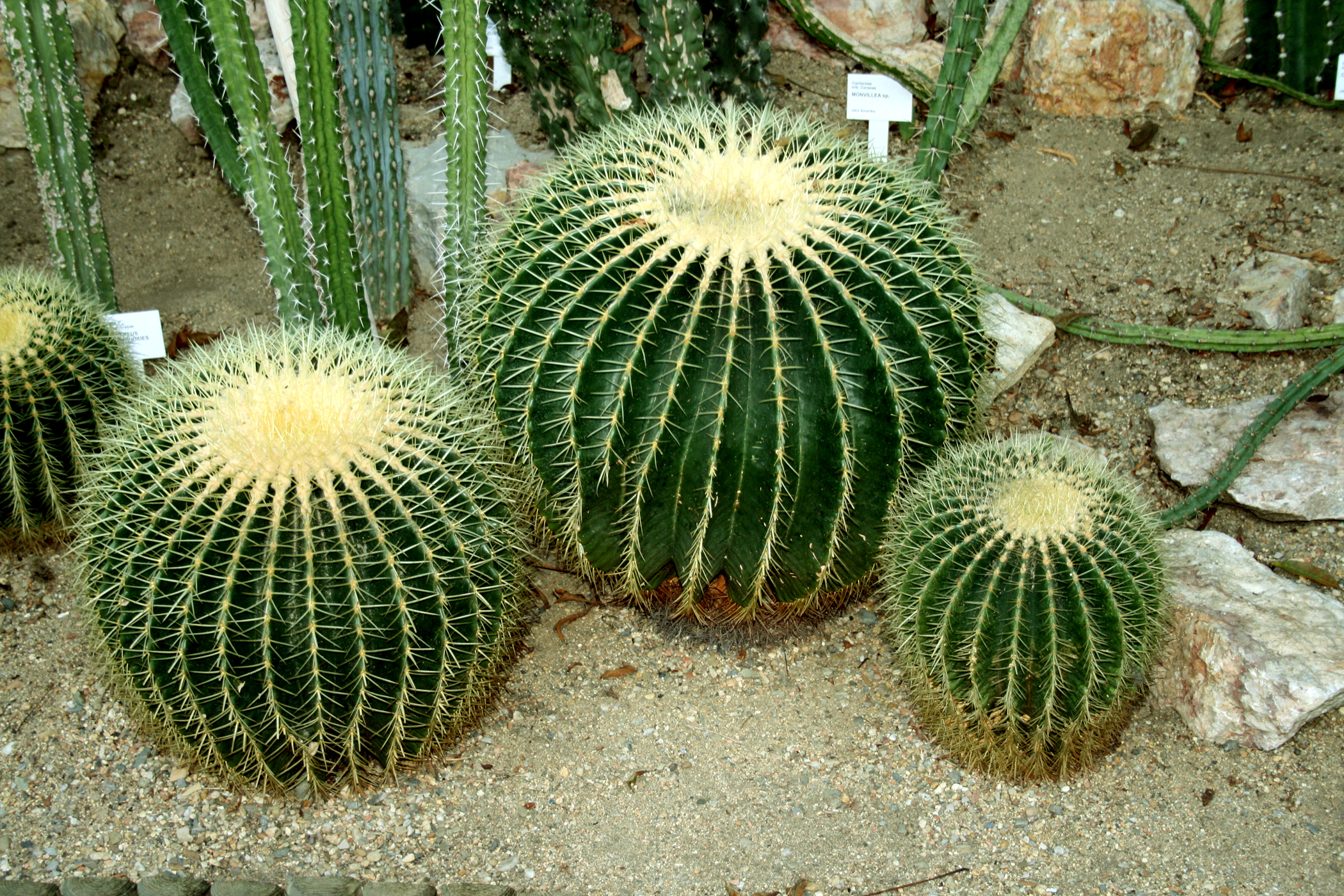
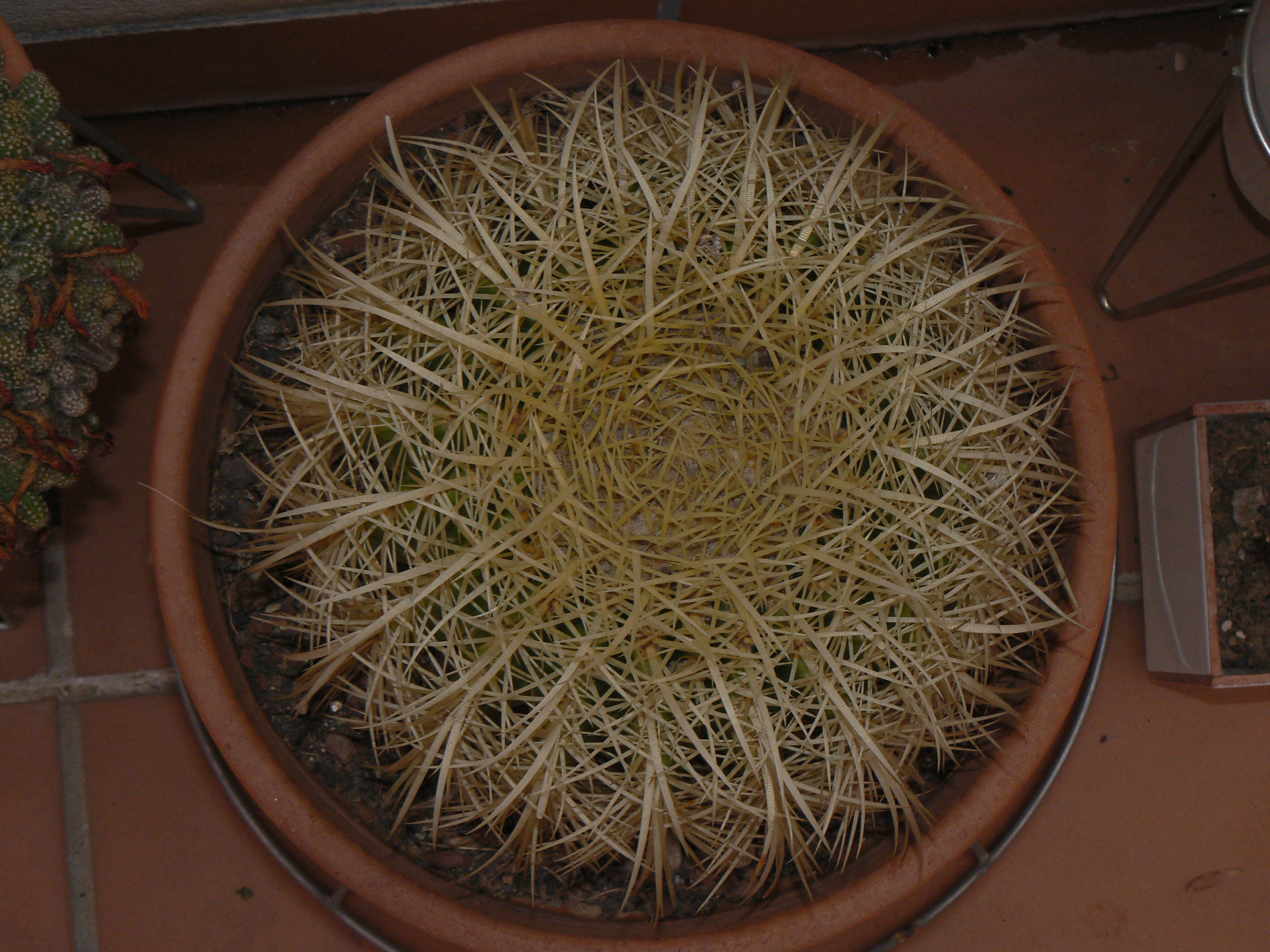
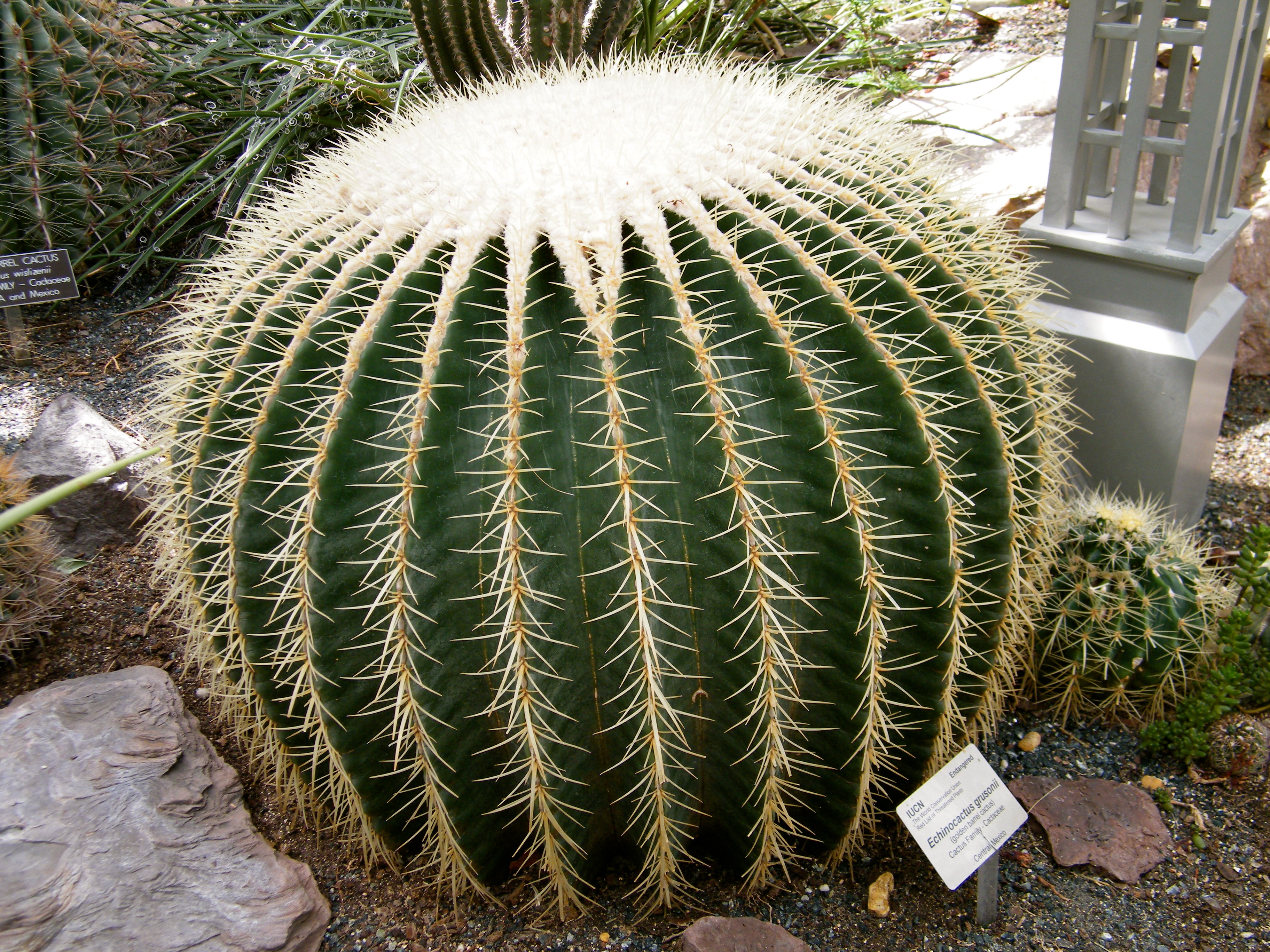
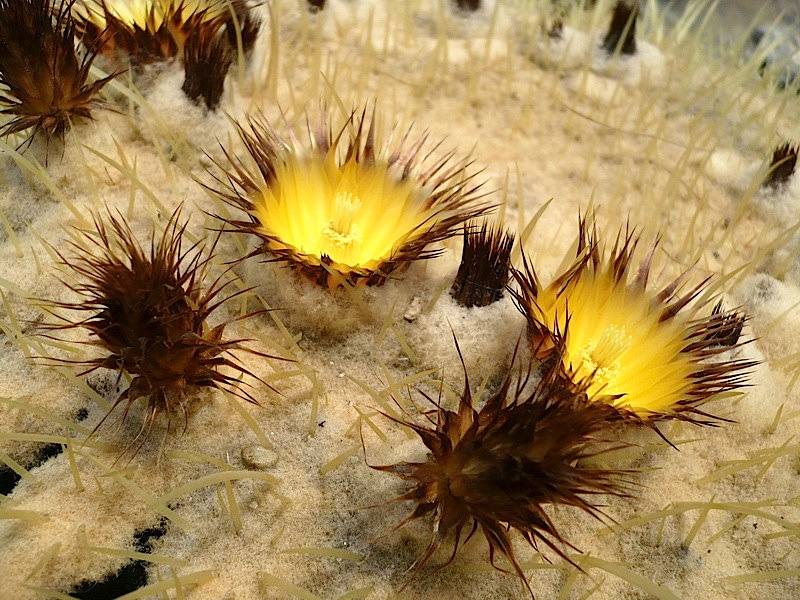
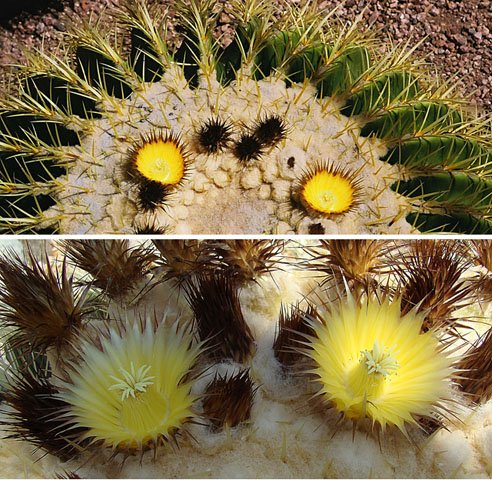